# Liste der Kulturdenkmale in Frankenthal (Sachsen)
Die Liste der Kulturdenkmale in Frankenthal enthält die Kulturdenkmale der sächsischen Gemeinde Frankenthal, die in der Denkmalliste vom Landesamt für Denkmalpflege Sachsen mit Stand vom August 2017 erfasst wurden. Die Anmerkungen sind zu beachten.
Diese Liste ist eine Teilliste der Liste der Kulturdenkmale im Landkreis Bautzen.

## Liste der Kulturdenkmale in Frankenthal
| Bild                                    | Bezeichnung | Lage                        | Datierung                                                                                                | Beschreibung | ID       |
| --------------------------------------- | --- | --------------------------- | --- | --- | -------- |
| Weitere Bilder                          | Wohnhaus | Allee 11 (Karte)            | Um 1850                                                                                                  | Obergeschoss verbrettertes Fachwerk, Giebelseite verschiefert, Anbau zur Straße hin, eines der wenigen original erhaltenen Häusleranwesen an der einst von solchen geprägten Straße, baugeschichtlich von Bedeutung | 09289541 |
| Weitere Bilder                          | Scheune eines Zweiseithofes | Allee 18 (Karte)            | 2. Hälfte des 19. Jahrhunderts                                                                           | Scheune Fachwerkwände innen und Holzverbretterung, weitgehend authentisch erhaltenes Anwesen, baugeschichtlich von Bedeutung; früher denkmalgeschütztes Wohnstallhaus zwischen 2014 und 2016 abgerissen. Ehemals Hakenhof, bestehend aus Wohnstallhaus und Scheune im rechten Winkel zueinander. Einst war der gesamte Straßenzug von derartigen Hofanlagen geprägt, vor 2014 nur noch Allee 11 und Allee 18 authentisch, Anwesen war bezüglich Struktur original erhalten. Scheune mit zweigeschossigem Baukörper, außen holzverbrettert mit großem hölzernem Tor zum Hof, verschiedene originale Fenster (zweiflügelig mit Sprossen), mit Tenne und Pansenwänden, auch originale Raumaufteilung, weitgehend authentisch. - abgerissenes Wohnstallhaus: äußeres Erscheinungsbild authentisch bis auf Störung im Erdgeschoss (liegende Fenster) und Fensterausführung im Obergeschoss (einteilige Scheiben ohne Sprossung straßenseitig) innen im Eingangsbereich quadratische Steinplatten, in den Zimmern Dielung - Keller: ein Tonnengewölbe in Bruchstein / Granit, Flachdecke in Ziegel / Bruchstein - Wohnstallhaus-Obergeschoss: breite Dielung, Holzbalkendecken, Fachwerkwände, originale Raumstruktur und Grundriss - Dachgeschoss weitgehend original ohne Störungen (gekappte Windverstrebungen?) Zusammenfassend konnte bei Ortstermin mit der Unteren Denkmalschutzbehörde am 27. September 2007 festgestellt werden, dass die Hofanlage hinsichtlich Struktur und Substanz intakt ist und die Denkmalfähigkeit und Denkmalwürdigkeit gegeben sind. Eine Abbruchgenehmigung wurde am 25. September 2014 erteilt. | 09301382 |
| Direkt Bild zu diesem Denkmal hochladen | Wohnstallhaus über L-förmigem Grundriss und Scheune eines Dreiseithofes | Alte Straße 3 (Karte)       | Ende des 19. Jahrhunderts                                                                                | Wohnstallhaus mit Obergeschoss in verputztem Fachwerk, Giebel teils mit Sichtfachwerk und teils verbrettert, baugeschichtlich und wirtschaftsgeschichtlich von Bedeutung, Fenster größtenteils in Originalgröße | 09289551 |
| Weitere Bilder                          | Wohnstallhaus mit integrierter Scheune | Beigutstraße 7 (Karte)      | Ende des 19. Jahrhunderts                                                                                | Traufseite im Obergeschoss mit verbrettertem Fachwerk, Frackdach weitgehend original erhalten, gehört zum Beigut-Ensemble, baugeschichtlich von Bedeutung | 09289566 |
|                                         | Gutsverwalterhaus des Beiguts über rechtwinkligem Grundriss | Beigutstraße 12 (Karte)     | 1796 | Obergeschoss in Fachwerk (teils Sichtfachwerk, teils verbrettert), Hofseite mit Laubengang, Krüppelwalmdach, baugeschichtlich und ortsgeschichtlich von Bedeutung, Beigutmühle (zeitweilig auch mit Schneidebetrieb, siehe Nebengebäude) eingestürzt, Hauseingang mit Korbbogen | 09289564 |
| Weitere Bilder                          | Wohnstallhaus mit integrierter Scheune | Beigutstraße 16 (Karte)     | Ende des 19. Jahrhunderts                                                                                | Obergeschoss mit verbrettertem Fachwerk, Scheunenteil verbrettert, baugeschichtlich und wirtschaftsgeschichtlich von Bedeutung | 09289561 |
| Direkt Bild zu diesem Denkmal hochladen | Wohnstallhaus und winklige Scheune (Traufeckhof) | Dammweg 6, 7 (Karte)        | Bezeichnet mit 1820                                                                                      | Ohne Anbauten nach Osten und Norden, Wohnstallhaus im Obergeschoss Fachwerk, Giebel verschiefert, über dem Eingang zwei Schiefertafeln mit Aufschrift, baugeschichtlich und wirtschaftsgeschichtlich von Bedeutung, Tafeln um die Jahrhundertwende, linke Tafel: „Traufeckhof Anno 1820“, rechte Tafel: „Mein kleines Haus nicht weit von Wald und Feld / Getrennt von ihr und doch verbunden mit der Welt / Dem Nachbar nicht zu nah und nicht zu fern / ...“ | 09289555 |
| Direkt Bild zu diesem Denkmal hochladen | Wohnstallhaus | Hauptstraße 3 (Karte)       | Mitte des 19. Jahrhunderts                                                                               | Obergeschoss in Fachwerk, ornamental verschiefert, baugeschichtlich von Bedeutung, Sprossenfenster in Originalgröße, Frackdach | 09289534 |
| Direkt Bild zu diesem Denkmal hochladen | Wohnstallhaus | Hauptstraße 17 (Karte)      | 1. Hälfte des 19. Jahrhunderts                                                                           | Eingeschossiger Putzbau mit Satteldach und drei Dachhäuschen, baugeschichtlich und sozialgeschichtlich von Bedeutung, Giebel verbrettert | 09289535 |
| Direkt Bild zu diesem Denkmal hochladen | Wohnstallhaus (ohne Anbau) | Hauptstraße 28 (Karte)      | Um 1800                                                                                                  | Obergeschoss und Giebel mit Sichtfachwerk, baugeschichtlich und straßenbildprägend von Bedeutung, relativ aufwändiges Fachwerk, zur Gartenseite allerdings grobe Eingriffe in die Bausubstanz (Panoramafenster) | 09289542 |
| Direkt Bild zu diesem Denkmal hochladen | Wohnstallhaus eines ehemaligen Bauernhofes und Steintrog | Hauptstraße 33 (Karte)      | Vor 1850                                                                                                 | Obergeschoss in verputztem Fachwerk, Krüppelwalmdach mit zwei Fledermausgauben, vor der Haustür ein Granitsteintrog, baugeschichtlich von Bedeutung, alter Hausbaum, Stalltür mit Sandsteingewände und Korbbogenabschluss | 09289537 |
| Direkt Bild zu diesem Denkmal hochladen | Wohnstallhaus eines Bauernhofes und Steintrog | Hauptstraße 39 (Karte)      | Um 1860                                                                                                  | Putzbau mit giebelseitigem Gurtgesims und Eckrustizierung, Drempel mit Lüftungsrosetten, unter der Traufe Zahnschnittornament, Sandstein-Gewände an Haustür und Fenstern, vor der Haustür Steintrog, baugeschichtlich und ortsbildprägend von Bedeutung | 09289539 |
| Direkt Bild zu diesem Denkmal hochladen | Wohnstallhaus | Hauptstraße 60 (Karte)      | 2. Hälfte des 19. Jahrhunderts                                                                           | Obergeschoss in verbrettertem Fachwerk, baugeschichtlich von Bedeutung, originale Fenster | 09289550 |
| Weitere Bilder                          | Schule | Hauptstraße 65 (Karte)      | Bezeichnet mit 1893                                                                                      | Putzbau mit übergiebeltem Mittelrisalit und Walmdach, Neorenaissance-Portal und Ädikula am Mittelrisalit, baugeschichtlich und ortsgeschichtlich von Bedeutung, Inschrift: „Lerne, lehre Gott zur Ehre! Erbauet 1893“ | 09289543 |
| Direkt Bild zu diesem Denkmal hochladen | Wohnstallhaus und Scheune eines Zweiseithofes | Hauptstraße 70 (Karte)      | Mitte des 19. Jahrhunderts                                                                               | Wohnstallhaus im Obergeschoss mit verbrettertem Fachwerk, im Erdgeschoss Sandsteingewände original erhalten, baugeschichtlich und straßenbildprägend von Bedeutung, Fenster größtenteils in Originalgröße. Abbruchgenehmigung für die Scheune vom 28. November 2011 (Landratsamt Bautzen). | 09289552 |
| Direkt Bild zu diesem Denkmal hochladen | Wohnstallhaus, Ausgedingehaus und Scheune eines Dreiseithofes | Hauptstraße 73 (Karte)      | 2. Hälfte des 19. Jahrhunderts, Scheune womöglich jünger                                                 | Wohnstallhaus im Obergeschosses Fachwerk, Drempel, Ausgedinge im Obergeschoss verbrettertes Fachwerk, Giebel verschiefert, baugeschichtlich und wirtschaftsgeschichtlich von Bedeutung | 09289546 |
| Direkt Bild zu diesem Denkmal hochladen | Wohnhaus in offener Bebauung | Hauptstraße 77 (Karte)      | Laut Auskunft 1922                                                                                       | Obergeschoss in Fachwerk, Traufseite ornamental verschiefert, baugeschichtlich von Bedeutung, ortsbildtypisch gebaut zu einem Zeitpunkt, zu dem allgemein nicht mehr mit Fachwerk gebaut wurde | 09289545 |
| Direkt Bild zu diesem Denkmal hochladen | Wohnstallhaus mit integrierter Scheune | Hauptstraße 80 (Karte)      | Ende des 19. Jahrhunderts                                                                                | Obergeschoss verkleidetes Fachwerk, baugeschichtlich von Bedeutung | 09289554 |
| Direkt Bild zu diesem Denkmal hochladen | Wohnstallhaus | Hauptstraße 81 (Karte)      | Um 1800                                                                                                  | Obergeschoss in verputztem Fachwerk, steiles Satteldach, baugeschichtlich von Bedeutung, originale Fenstergrößen | 09289549 |
| Direkt Bild zu diesem Denkmal hochladen | Wohnhaus | Hauptstraße 103 (Karte)     | Bezeichnet mit 1892                                                                                      | Historistischer Putzbau mit aufwändigem Giebel, baugeschichtlich von Bedeutung, zweigeschossig mit Walmdach, an der Ostseite Loggia mit dorischen Halbsäulen und Wintergarten, schmuckreicher Sprenggiebel, profilierte Fenstergewände, Gurtgesims, Eckrustizierung, schmiedeeisernes Balkongitter | 09289556 |
| Weitere Bilder                          | Wohnstallhaus mit Handschwengelpumpe | Im Gässel 2 (Karte)         | Ende des 18. Jahrhunderts                                                                                | Obergeschoss in verbrettertem Fachwerk, Bestandteil einer der wenigen erhaltenen zeitgenössischen Häuslersiedlungen, baugeschichtlich und sozialgeschichtlich von Bedeutung | 09289557 |
| Weitere Bilder                          | Wohnstallhaus | Im Gässel 3 (Karte)         | Ende des 18. Jahrhunderts                                                                                | Obergeschoss in verbrettertem Fachwerk, Bestandteil einer der wenigen erhaltenen zeitgenössischen Häuslersiedlungen, baugeschichtlich und sozialgeschichtlich von Bedeutung | 09289558 |
| Direkt Bild zu diesem Denkmal hochladen | Technische Anlage (inklusive Wasserrad) einer Mühle | Mühlenweg 3 (Karte)         | 19. Jahrhundert                                                                                          | Technikgeschichtlich von Bedeutung | 09289560 |
| Weitere Bilder                          | Kirche mit Kirchhof und Einfriedungsmauer, Gedenktafel für die Gefallenen der Kriege von 1866 und 1870/1871 an der Einfriedungsmauer, Denkmal für die Gefallenen des Ersten Weltkriegs und zwei Grabmale | Rammenauer Straße (Karte)   | Kirche 1495 erwähnt und 1607 vergrößert; 1704 (Orgel); um 1740 (Kanzelaltar); nach 1918 (Kriegerdenkmal) | Saalkirche mit quadratischem Westturm und Flachdecke, einfache Empore, Kanzelaltar, Orgel, baugeschichtlich und ortsgeschichtlich von Bedeutung. Kanzelaltar gestiftet 1740, Orgel von 1704, ergänzt 1826. Erneuerung der Kirche durch das Architekturbüro Heyne-Franke Dresden vor 1936. Umlaufende Einfriedung mit schmiedeeisernem Tor, Denkmal für die Gefallenen des Ersten Weltkriegs, Gedenkplatte für die Gefallenen der Kriege von 1866 und 1870/1871 (links neben dem Haupteingang in die Einfriedungsmauer eingelassen). Grabmale: - Grabmal für Carl Gottlieb Petzold und Joh. Eleonore Petzold (geboren 1812), Grabstele aus Sandstein mit bekrönendem hockenden Kind und vier Ecksäulen mit korinthischen Kapitellen, geschaffen Mitte des 19. Jahrhunderts - Grabmal für Martha Utmann (gestorben 1612) an der Kirchenwand, Sandstein, stark verwittert - folgende Grabmale konnten 2011 nicht mehr aufgefunden werden: Andreas Gläßer (gestorben 1771) und dessen Frau, B. C. Clauswitz (gestorben 1795), Eva Rosina von Hartmann (gestorben 1800), das bei Cornelius Gurlitt aufgeführte Grabmal für Joh. Dorothea Dehn (gestorben 1726) Schlichte Saalkirche, vor 1346 bereits als Kapelle erwähnt, 1587 und 1607 erweitert, 1732 neuer Westturm, 1729–1731 und 1830 im Inneren verändert, Restaurierungen 1853, 1901 und 1932. Verputzter Bruchsteinbau mit Satteldach und gerade geschlossenem Chor. Quadratischer zweigeschossiger Turm mit achtseitigem Glockengeschoss, Haube und Laterne. Innenraum mit Flachdecke. Schlichte eingeschossige Holzemporen an den Langseiten, an der Westwand die Orgelempore. Kanzelaltar aus Holz, um 1740, Kanzel von je zwei korinthischen Säulen auf hohen Postamenten flankiert, Bekrönung durch einen gesprengten Segmentbogengiebel mit Strahlengloriole. | 09289547 |
| Weitere Bilder                          | Pfarrhaus | Rammenauer Straße 1 (Karte) | 1891/1892, als Ersatz eines Vorgängerbaus von 1653 errichtet                                             | Weitgehend authentisch erhaltener Bau mit ortsgeschichtlicher und ortsbildprägender Bedeutung. Zweigeschossiger Bruchsteinbau mit flachem, schiefergedecktem Walmdach, die Vorder- und Seitenansichten entsprechend der Bauzeit klar und schlicht gegliedert, mit stehend rechteckigen Fensteröffnungen und straßenseitigem Mittelrisalit, Eckquaderungen aus Sandstein, Gurtgesims über dem Erdgeschoss und Obergeschoss, Fondflächen in Kratzputz ohne Farbgebung, 1975 Umdeckung des Schieferdachs, 1983 im Erdgeschoss ein Gemeindesaal eingebaut, der auch als Winterkirche nutzbar ist, dabei Ersatz der Einfachfenster aus Holz im Erdgeschoss (zweiflüglig mit Stulp, Kämpfer und Oberlicht, Flügel vierteilig gesprosst) durch Holzverbundfenster (einflüglig mit Kämpfer und Oberlicht ohne Sprossung), 1994 grundlegende Renovierung der Wohnung im Obergeschoss (dabei Ersatz der hölzernen Einfachfenster im Obergeschoss durch Holzfenster mit Isolierglas, zweiflüglig mit Stulp, Kämpfer und Oberlicht), 1995 Einbau einer Warmwasser-Zentralheizung | 09306182 |
| Weitere Bilder                          | Wohnstallhaus | Rammenauer Straße 4 (Karte) | bezeichnet mit 1786                                                                                      | Ehemalige Schule, Obergeschoss in verkleidetem Fachwerk, Krüppelwalmdach, baugeschichtlich und ortsgeschichtlich von Bedeutung | 09289548 |
| Direkt Bild zu diesem Denkmal hochladen | Wohnhaus und Scheune eines Bauernhofes | Sommersteg 1 (Karte)        | Ende des 19. Jahrhunderts                                                                                | Wohnhaus im Obergeschoss mit Fachwerk (teils Sichtfachwerk, teils verschiefert), baugeschichtlich und wirtschaftsgeschichtlich von Bedeutung, Fenster in originaler Größe | 09289559 |

## Streichungen von der Denkmalliste
| Bild                                    | Bezeichnung | Lage                       | Datierung       | Beschreibung                                                                 | ID       |
| --------------------------------------- | ----------- | -------------------------- | --------------- | ---------------------------------------------------------------------------- | -------- |
| Direkt Bild zu diesem Denkmal hochladen | Steintrog   | bei Hauptstraße 21 (Karte) | 19. Jahrhundert | Sozialgeschichtlich von Bedeutung; nach 2014 von der Denkmalliste gestrichen | 09289536 |

## Tabellenlegende
- Bild: Bild des Kulturdenkmals, ggf. zusätzlich mit einem Link zu weiteren Fotos des Kulturdenkmals im Medienarchiv Wikimedia Commons. Wenn man auf das Kamerasymbol klickt, können Fotos zu Kulturdenkmalen aus dieser Liste hochgeladen werden:
- Bezeichnung: Denkmalgeschützte Objekte und ggf. Bauwerksname des Kulturdenkmals
- Lage: Straßenname und Hausnummer oder Flurstücknummer des Kulturdenkmals. Die Grundsortierung der Liste erfolgt nach dieser Adresse. Der Link (Karte) führt zu verschiedenen Kartendiensten mit der Position des Kulturdenkmals. Fehlt dieser Link, wurden die Koordinaten noch nicht eingetragen. Sind diese bekannt, können sie über ein Tool mit einer Kartenansicht einfach nachgetragen werden. In dieser Kartenansicht sind Kulturdenkmale ohne Koordinaten mit einem roten bzw. orangen Marker dargestellt und können durch Verschieben auf die richtige Position in der Karte mit Koordinaten versehen werden. Kulturdenkmale ohne Bild sind an einem blauen bzw. roten Marker erkennbar.
- Datierung: Baubeginn, Fertigstellung, Datum der Erstnennung oder grobe zeitliche Einordnung entsprechend des Eintrags in der sächsischen Denkmaldatenbank
- Beschreibung: Kurzcharakteristik des Kulturdenkmals entsprechend des Eintrags in der sächsischen Denkmaldatenbank, ggf. ergänzt durch die dort nur selten veröffentlichten Erfassungstexte oder zusätzliche Informationen
- ID: Vom Landesamt für Denkmalpflege Sachsen vergebene, das Kulturdenkmal eindeutig identifizierende Objekt-Nummer. Der Link führt zum PDF-Denkmaldokument des Landesamtes für Denkmalpflege Sachsen. Bei ehemaligen Kulturdenkmalen können die Objektnummern unbekannt sein und deshalb fehlen bzw. die Links von aus der Datenbank entfernten Objektnummern ins Leere führen. Ein ggf. vorhandenes Icon  führt zu den Angaben des Kulturdenkmals bei Wikidata.